# Ancienne abbaye de Saint-Gilles
L'ancienne abbaye de Saint-Gilles a été un monastère à Saint-Gilles dédié au culte de saint Gilles à partir du Xe siècle, à la fois lieu de pèlerinage sur les chemins de Saint-Gilles, étape importante sur le chemin de Saint-Jacques et lieu d'embarquement sur le Rhône, vers Rome et la Terre sainte. Les sources concernant l'abbaye de Saint-Gilles du IXe ou du XIIe siècle ont été produites en vue de garantir l'indépendance du monastère face aux prétentions à la fois des évêques de Nîmes, des comtes de Toulouse et de l'abbaye de Cluny.
Il n'en subsiste que quelques vestiges des bâtiments monastiques et du cloître, classés au titre des monuments historiques depuis 1984, et l'abbatiale, classée depuis 1840.

## Historique

### Fondation et développement (duIXesiècleau milieuXIesiècle)
La première attestation d'une présence d'une communauté remonte à 814. Un diplôme de Louis le Pieux accordant l'immunité à l'église de Nîmes cite une cella dite "de la vallée flavienne" dédiée à "saint Pierre prince des apôtres" et soumise à l'autorité de l'évêque de Nîmes. En 879, une lettre du pape Jean VIII montre que le monastère bénédictin venait d'être acquis par le pape et placé sous la dépendance directe du Saint-Siège.
Les premières allusions à un culte de saint Gilles n'apparaissent qu'autour de 925. Un récit légendaire est fait par les moines du monastère dans le témoignage de la Vie de saint Gilles (Vita sancti Egidii). Selon ce récit, le roi wisigoth ayant blessé l'ermite Gilles lors d'une chasse à la biche, ils finissent par s'entendre pour fonder un monastère dont Gilles sera l'abbé. Deux églises sont édifiées, l'une dédiée à saint Pierre et tous les apôtres, l'autre à Saint-Privat, près de la grotte du saint. Le roi cède des terres autour du monastère jusqu'à une distance de cinq milles. Gilles se rend à Rome pour soumettre son monastère à la juridiction apostolique et en éloigner ainsi les laïcs. Il reçoit ce privilège et deux portes en cyprès à l'effigie des apôtres qui arrivent miraculeusement au monastère pour délimiter le sanctuaire. Ce récit est construit dans le sens de déterminer l'inviolabilité du monastère par rapport à toute autorité humaine, ecclésiastique et laïque.
En 961, Raymond, comte du Rouergue et marquis de Gothie, donne dans son testament la moitié aux abbaye de Saint-Baudille et Saint-Gilles. En 988, l'abbé de Figeac Adacius s'arrête à Saint-Gilles lors de son pèlerinage vers Rome. Robert le Pieux y passe lors de son pèlerinage de 1019 à 1020. En raison de la crise du pouvoir des Carolingiens et des luttes entre groupes aristocratiques, le monastère a gardé un lien privilégié avec la papauté aux dépens de l'évêché.
L'attention des comtes de Toulouse se tourne vers la région rhodanienne avec le mariage du comte Guillaume Taillefer avec la fille du comte de Provence, à la fin du Xe siècle. Grâce à cette union, les Toulousains acquièrent des droits sur le comté provençal, et ils vont s’intéresser aux monastères situés dans le comté frontalier de Nîmes et font à moyen terme de Saint-Gilles leur capitale locale. Malgré la contestation des moines et les menaces adressées à Guillaume Taillefer et sa mère Adélaïde d'Anjou dans une bulle de Benoît VIII entre 1012 et 1024, Saint-Gilles entre dans le patrimoine comtal. Le douaire constitué par son fils le comte Pons de Toulouse pour son épouse Majora en 1037 intègre l'abbaye. 
Le caractère sacré du lieu est durablement établi par la fondation de deux églises, dédiées l'une à saint Pierre et tous les apôtres, l'autre à saint Privat. L'existence de plusieurs églises sur le site monastique est une configuration très fréquente à l'époque carolingienne. Saint-Pierre est bien la plus ancienne dédicace du monasterium, attestée depuis le début du IXe siècle. Saint-Privat correspond pour sa part à la titulature de la plus ancienne église de la ville de Saint-Gilles, mentionnée dès 1102 et située à la limite de l'enclos monastique. Par ailleurs, le Livre des miracles évoque l'existence avant 1116 de trois églises monastiques : l'une, l'église abbatiale, dédiée à Saint-Gilles, l'autre dédiée à Saint-Pierre, la troisième à Sainte-Marie.
Saint-Gilles accueillit vers 1042/1044 un très important concile promulguant la trêve de Dieu dans toute la région : dix-neuf évêques du Midi s'y réunirent sous la présidence des archevêques Raimbaud d'Arles et Léger de Vienne et de représentants de l'archevêque Guifred de Narbonne. Trois canons y furent promulgués : le deuxième interdisait aux laïcs d'attaquer les églises, précisant qu'aucun acte hostile ne devait être commis dans un rayon de trente pas à la ronde.
La donation de Saint-Gilles à Cluny en 1066, par la comtesse Almodis (seconde épouse de Pons) et son fils cadet Raymond (futur Raymond de Saint-Gilles), suggère que l'abbaye avait de nouveau été donnée en douaire par le comte Pons. En 1066, Almodis et Raymond déclarent posséder la dominicatura de l'abbaye et conserver, par-delà la donation à Cluny, des usus et usaticos.

### Réforme grégorienne (entre 1060 et 1130)
Le temps de la réforme grégorienne, inauguré en 1066 par l'intégration temporaire de la communauté de Saint-Gilles à l'Ecclesia cluniacensis, est caractérisé surtout par l'entrée en scène de la papauté et l'action décisive d'Urbain II, artisan de la délimitation autour de l'abbaye, en 1095 ou 1096, d’un véritable espace sacré.
On peut relever les principaux indices de la promotion de Saint-Gilles : Raymond IV est le premier de sa maison à porter le titre de « comte de Saint-Gilles », attesté une première fois en 1066, dans un contexte méridional où il est rare, avant le XIIe siècle, qu'un comte associe son titre à un autre centre de pouvoir qu'une cité. Ce titre est ensuite porté par tous les comtes jusqu'à Raymond VI.
La donation de Saint-Gilles à Cluny par la comtesse Almodis et son fils Raimond le 15 décembre 1066, est confirmée ou véritablement mise en œuvre par le pape Grégoire VII vers 1076, après avoir excommunié l'abbé, mais en des termes beaucoup moins favorables aux comtes. Cette étape semble marquer le renoncement des Raimondins à leur tutelle et constitue l'intégration de l'abbaye au réseau de l'Ecclesia cluniacensis. 
La principale difficulté pour les moines de Saint-Gilles tenait toutefois à la présence des comtes raimondins qui, en dépit de la donation de 1066, ne renoncèrent jamais complètement à leur emprise sur l'abbaye et un pèlerinage à la fois prestigieux et profitable.
Dans le contexte pénitentiel lié à la préparation de la première croisade, dont Raymond IV fut tôt pressenti pour être le chef aux côtés du légat Adhémar de Monteil, le comte de Saint-Gilles promit dès 1090, puis renonça officiellement à Clermont en 1095 puis à Nîmes en 1096, à tous « ses honneurs » et « ses coutumes » sur Saint-Gilles. En droit, l'abbaye disposait dès lors d'une complète autonomie seigneuriale et pouvait théoriquement jouir de l'intégralité des revenus du pèlerinage, ce que rappellent les bulles pontificales tout au long des XIIe et XIIIe siècles. 
Face au renforcement du pouvoir comtal, stimulé par l'essor du pèlerinage et des échanges, les moines semblent avoir tenté, avec le soutien de la papauté, de matérialiser une zone protégée autour de l'abbaye. Le pape Urbain II établit des « terminos » (termini) en 1095 ou 1096 autour de la ville de Saint-Gilles (« circa villam sancti Egydii ») et interdit à quiconque de prélever quoi que ce soit à l'intérieur au préjudice des moines.
Mais dans les faits les héritiers de Raymond IV ne l'acceptent pas. Les comtes entendent par ailleurs exercer leur autorité sur la ville née autour de l'abbaye, sur les ports, alors en pleine expansion, enfin sur la foire de Saint-Gilles, le 1er septembre, jour de la fête du saint. 
Une fois passé le moment consensuel de la première croisade et Raymond IV mort, les effets du double enracinement territorial monastique et comtal se firent pleinement sentir et débouchèrent sur une rude confrontation de près de vingt ans. L'affrontement fut particulièrement sévère entre 1105 et 1108, sous le gouvernement de Bertrand de Saint-Gilles, puis en 1117 et de 1119 à 1123, sous celui de son demi-frère Alphonse Jourdain, où il s'inséra dans la vaste
compétition entre le comte de Toulouse et le comte de Barcelone pour la captation de l'héritage provençal. Les comtes Bertrand et Alphonse Jourdain mobilisèrent tous leurs alliés contre l'abbaye de part et d'autre du Rhône. Ils n'hésitèrent pas à recourir aux pillages et destructions, serments imposés sous la contrainte, exil forcé de l'abbé, meurtres, dispersion et emprisonnement des moines. Le niveau de violence fut tel qu'en 1123 les pères du premier concile du Latran mentionnèrent expressément Saint-Gilles parmi les sanctuaires à défendre et protéger. L'oppression exercée par les comtes obéissait toutefois à un programme bien précis : ils voulaient rester associés à la gestion de l'abbaye, conserver le bénéfice d'une partie des offrandes liées au pèlerinage et établir leur seigneurie sur toute la ville. Dans ce cadre, ils ne pouvaient accepter la transformation de l'abbaye en institution séparée, dominant un espace sacré exclusivement monastique dont ils seraient définitivement rejetés. 
Autour de 1116, les moines ont détruit les trois anciennes églises dédiées à sainte Marie, saint Pierre et saint Gilles et entrepris une première reconstruction de l'abbatiale, qui permet la circulation des pèlerins dans l'église haute, l’église basse étant réservée aux moines.

### Apogée (XIIesiècleet début duXIIIesiècle)
Après 1125, une fois le comte Alphonse Jourdain rétabli à Toulouse et le partage de la Provence entériné, la pression des comtes sur Saint-Gilles retombe. On ne trouve plus d'allusion avant 1179 aux termini établis par Urbain II, sans que l'on puisse savoir si cette absence traduit leur oubli ou leur acceptation tacite par les comtes. La seigneurie comtale reste en tout cas vigoureuse et son lent recul tout au long du XIIe siècle semble compensé par le vif développement des activités économiques, stimulées par les croisades, dont témoignent la multiplication des traités conclus avec les Génois ou les Pisans
(1108/1109, 1113, 1143, 1174), l'implantation de l'hôpital de Saint-Jean de Jérusalem (avant 1113) qui devint le grand prieuré de Saint-Gilles
et du Temple (vers 1140) de part et d'autre de la via calciata, ou encore la présence de cent trente changeurs de monnaies en 1178, installés dans l'enclos de Saint-Gilles (in claustrum) et les maisons des ordres militaires.
C'est dans ce contexte malgré tout plus pacifique que sont acquises l'exemption complète de l'ordinaire (1119 et 1132) et l'émancipation de la tutelle clunisienne (1132). Dans les années 1120, un parti de la communauté attaché à l'indépendance contre l'affiliation à Cluny est devenu si puissant qu'il parvient à plonger la papauté dans l'embarras et contraint finalement Innocent II à émanciper Saint-Gilles de l'autorité de l'abbé de Cluny en 1132.  
Le pèlerinage pour vénérer les reliques de saint Gilles attire des foules considérables, que vient encourager la rédaction d'un important recueil de miracles Liber miraculorum sancti Egidii par le bibliothécaire de l'abbaye Pierre Guillaume vers 1121-1124 (amplifié par un continuateur vers 1160-1166). Il est donné comme le premier sanctuaire de pèlerinage de la France romane, un des plus grands pèlerinages de l'occident chrétien avec Jérusalem, Rome et Saint-Jacques-de-Compostelle. Sept chemins principaux vers le pèlerinage ont été recensés par Marcel Girault dont le chemin de Régordane, qui relie Le Puy-en-Velay à Saint-Gilles. C'est également une étape important du le chemin d'Arles à Saint-Jacques-de-Compostelle et le port le plus oriental du royaume de France vers Rome ou la Terre Sainte (avant que celui-ci soit déplacé à Aigues-Mortes en 1248).
Grâce aux profits conséquents qu'elle en retire, l'abbaye s'engage alors dans une expansion seigneuriale sans précédent. Elle obtient l'appui total de la papauté, dont témoignent les séjours des pontifes (Urbain II, Calixte II, Gélase II) et de leurs légats, la concession régulière de bulles de confirmation (1119, 1132, 1179, 1208), enfin l'octroi aux abbés du privilège de la mitre, d'abord à titre personnel (à partir de 1154), puis de manière perpétuelle (1208).
L'abbaye bénéficie dès 1163 d'un diplôme du roi capétien Louis VII qui cherche alors à étendre son influence dans le Midi. L'acte de Louis VII met significativement en avant la seigneurie justicière et péagère de l'abbé, dont celui-ci ne dispose pourtant qu'à proportion de ce que lui a cédé le comte.
C'est dans ce contexte qu'est entreprise, vers 1160-1170, la construction de l'actuelle église abbatiale et de sa majestueuse façade triomphale. 
Peut-être préoccupés par l'essor de la puissance monastique dans la ville même, les comtes entreprirent, à la fin du XIIe siècle, de construire de nouveaux châteaux et d'établir de nouveaux péages à l'extérieur, sur les principaux axes de circulation provoquant un regain des tensions.
Pour l'abbé de Saint-Gilles la croisade de 1209 apparaît comme une délivrance et de plus l'abbaye, qui recueillit le corps du légat Pierre de Castelnau, assassiné en 1208 par un fidèle du comte Raymond VI après l'avoir excommunié, se trouve au cœur de la pénitence imposé au comte  par le légat Milon en 1209 et 1210. Raymond VI doit se soumettre en descendant dans l'église basse, nu et pénitent, devant la sépulture du légat et le sarcophage de saint Gilles. Par cette cérémonie en présence de légats, archevêques, évêques et abbés, le comte doit reconnaître l'inviolabilité d'une personne (le légat) et d'un lieu (l'abbaye dont lui et ses ancêtres ont régulièrement transgressé les limites).
L'abbaye en tire immédiatement les fruits, en obtenant en 1210, à la suite d'un jugement des légats Hugues de Riez et Thédise, l'ensemble des droits comtaux sur la ville de Saint-Gilles et son territoire (in villa Sancti Egidii vel ejus territorio). L'abbaye dispose enfin de toute la seigneurie que lui promettait le récit légendaire de la Vie de saint Gilles deux siècles auparavant.
Les rapports avec la maison toulousaine ne sont définitivement réglés qu'en 1226, quand les habitants de la ville se soumettent au roi Louis VIII.
Le roi Saint Louis de retour de Terre Sainte séjourne un mois à Saint-Gilles en juillet 1254 puis en 1270. 
Le pape Clément IV, né à Saint-Gilles, accorde à peine élu en 1265 une indulgence à ceux qui feraient des offrandes pour poursuivre la construction de l'abbaye.

### Déclin et sécularisation (XIVesiècleauXVIIIesiècle)
Au XIVe siècle, l'abbaye de Saint-Gilles subit les conséquences de la guerre de Cent Ans et de la peste noire, qui causent de nombreux dégâts et une baisse de la population monastique. L'abbaye est également touchée par le Grand Schisme d'Occident, qui divise l'Église catholique et affaiblit son autorité.
Au XVe siècle, l'abbaye connait une période de déclin, marquée par des conflits internes et des difficultés financières. L'abbaye est placée sous le régime de la commende, c'est-à-dire qu'elle est confiée à des abbés laïcs, qui n'étaient pas moines et ne résidaient pas sur place. Cette situation entraîne une perte d'influence et de prestige pour l'abbaye.
Le pape Jules II, ancien abbé commendataire de Saint-Gilles, accorde en 1506 des indulgences aux pèlerins qui feraient des offrandes pour aider à achever la construction.
Le pape Paul III détermine la sécularisation de l'abbaye par une bulle du 17 août 1538. Elle a dès lors le statut d'un chapitre séculier, mais garde la dignité abbatiale.
L'abbaye souffre par la suite des guerres de Religion. En 1562, elle est dévastée par les Huguenots. Seules la crypte et la façade occidentale de l'abbatiale sont sauvées. Le 20 juillet 1622, pour l'empêcher de servir aux catholiques, le duc de Rohan donna l'ordre de la raser. L'approche de l'armée royale empêcha la démolition complète.
À partir de 1650, l'abbaye connait une période de restauration et de réforme, sous l'impulsion des abbés commendataires et des moines de la congrégation de Saint-Maur. Les bâtiments de l'abbaye sont réparés et modernisés, et la vie monastique est réorganisée selon les principes de la Contre-Réforme. L'église est restaurée et sommairement achevée, avec un modeste pignon au-dessus de la façade occidentale.
L'abbaye et son chapitre sont supprimés par une bulle de Pie VI du 12 avril 1777. L'église collégiale devient église paroissiale.
Au XVIIIe siècle, l'abbaye subit les conséquences de la Révolution française, ce qui reste des anciens bâtiments monastiques est vendu en août 1791 comme biens nationaux. L'abbaye est transformée en caserne et en prison, et les moines sont dispersés ou emprisonnés.

### Redécouverte depuis leXIXesiècle
L'abbaye de Saint-Gilles est redécouverte et restaurée grâce à l'action des archéologues et des historiens dès le XIXe siècle. L'abbatiale est classés au titre des Monuments historiques en 1840 et des travaux de restauration sont entrepris pour préserver et valoriser ce patrimoine exceptionnel.
Des fouilles archéologiques sont menées pour mieux connaître l'histoire de l'abbaye et de son environnement : entre 1970 et 1982 au sud de l'aire claustrale, dans le transept et dans le collatéral nord du chevet de l'abbatiale par l'Association d'histoire et d'archéologie de Saint-Gilles et de 2004 à 2010, des investigations archéologiques des sous-sols par plusieurs laboratoires et sociétés d'archéologie.
De nos jours, l'abbaye de Saint-Gilles est un site majeur du patrimoine culturel et religieux de la région Occitanie.

## Liste des abbés de Saint-Gilles
Aucun des abbés des IXe et Xe siècles n'est connu. Entre 882 et 911, Saint-Gilles fut placé sous la tutelle d'Amelius (Amiel), archidiacre puis évêque d'Uzès.
- Geraldus (Géraud) -1004-1025
- Galterius (Gautier ou Galtier) -1032-
- Virgilus (Virgile) -1044
- Beraldus (Béraud) -1060-1072/1074
- Odilo (Odilon)  1076/1088-1097
- Stephanus (Étienne) -1105
- Hugo (Hugues) de Toulouse 1106-1124
- Petrus (Pierre) 1125-1150
- Bertrannus de Sancto Cosma (Bertrand de Saint-Cosme) 1150-1169
- Raimundus (Raimond) 1169-1175
- Ermengaudus (Ermengaud) 1179-1203
- Pontius (Pons) 1208-1221/1233

À partir du 1472, les abbés commendataires sont nommés par le roi de France.

## Dépendances de l'abbaye
N'ayant pas été un monastère à vocation réformatrice, comme Saint-Victor de Marseille ou Cluny, l'expansion du réseau de l'abbaye de Saint-Gilles au-delà du Midi est la conséquence du développement du pèlerinage au tombeau de saint Gilles.
- abbaye royale de Somogyvár, fondé en 1091 et rattaché en 1095 par le roi Landislas Ier de Hongrie
- abbaye Saint-Eusèbe de Saignon, donnée en 1032 par Aldebert de Lacoste
- église Saint-Gilles d'Acy (Fismes, Marne), donnée en 1088 par l'archevêque de Reims
- église Saint-Gilles de Dun-sur-Meuse Meuse), donnée en 1093 par Gautier de Dun
- église Saint-Gilles de Saint-Gilles-sur-Vie (Vendée), donnée avant 1091
- église Saint-Eulalie de Barbastro (Aragon, Espagne), donnée en 1101 par Pierre Ier d'Aragon, cédée en 1217 aux Templiers
- église Saint-Gilles de Rieumes (Haute-Garonne)
- église Saint-André de Lucapel (Montgaillard, Landes)
- église Saint-Gilles de Creissac (Saint-Georges-de-Luzençon, Aveyron)
- une cinquante d'églises dans le diocèse de Nîmes et dans les diocèses voisins, sur les deux rives du Rhône.

## Description

### Vestiges de l'abbaye
Au sud de l'église abbatiale se retrouvent enclavés dans les habitations d'importants restes de bâtiments monastiques. 
Autour d'un jardin à l'est de l'abbatiale, sur l'emplacement de l'ancien cloître, se trouve à l'est une salle de trois travées voûtées d'arêtes. Deux travées de la voûte et de murs subsistent. La maçonnerie et le couvert de la troisième travée sont modernes. À la suite de cette salle vient une pièce voûtée en berceau. Au nord de la cour du cloître, un long mur portant à sa base la trace des arcs, s'élève sur une hauteur de six à sept mètres. Il a été détruit dans sa partie centrale pour laisser un passage au jardin. Ce mur est percé de fenêtres romanes, et une grande baie à meneau et croisée du XVe ou XVIe siècle.
À l'ouest, en contrebas de la cour du cloître, se trouve une grande salle, sans doute l'ancien réfectoire. Cette salle forme un long vaisseau de trois travées voûtées sur croisées d'ogives et doubleaux. Au sud de cette salle, une porte du XVIIe ou XVIIIe siècle s'ouvre sur une courette. 
En contrebas de la place de l'église se trouve le cellier de l'abbaye médiévale. Il se compose d'un vaste bâtiment de trois travées qui communique, à l'est et du sud vers le nord, avec une galerie reprise au XVIIe siècle et avec la galerie occidentale du cloître. L'ensemble, voisin de la crypte, date au plus tard du début du XIIIe siècle.

### Protections
L'ancien cellier, dit salle de Saint-Gilles, et une partie des vestiges subsistants du cloître font l'objet d'un classement par arrêté du 28 décembre 1984. L'ensemble des vestiges de l'aire du cloître fait l'objet d'une inscription par arrêté du 17 février 2014. L'ensemble des vestiges de l'ancienne abbaye de Saint-Gilles, fait l'objet d'un classement par arrêté du 23 avril 2018 et du 13 juin 2018.